# Ženske v črnem
Ženske v črnem (hebrejsko נשים בשחור, Nashim BeShahor) je protivojno gibanje žensk, ki ga sestavlja okoli 10.000 aktivistk po vsem svetu. Prvo skupino so ustanovile izraelske ženske v Jeruzalemu leta 1988, po izbruhu prve intifade.

## Zgodovina
Kot odgovor na hude kršitve človekovih pravic s strani izraelskih vojakov na okupiranih ozemljih so v črno oblečene ženske začele vsak petek z bedenjem v središču Jeruzalema žalovati za žrtvami. Skupina sprva ni imela imena, vendar so jo hitro začeli imenovati po oblačilih, ki so prav tako pripomogla k nastanku značilnejših demonstracij, ki jih je bilo težko prezreti.
Pobuda se je kmalu razširila na številne druge kraje v Izraelu, kjer so ženske tedensko stale na glavnih mestnih trgih in križiščih medmestnih cest. Kot je bilo odločeno že na začetku, gibanje ni sprejelo nobenega formalnega programa razen nasprotovanja okupaciji in vojni. Lokalne skupine so bile samostojne pri odločanju o tem, ali naj omogočijo sodelovanje tudi moškim. Med njimi je bilo tudi veliko političnih razlik. 
Na vrhuncu intifade je bilo na različnih lokacijah po celotni državi trideset vigilij. Ta številka se je po sporazumu iz Osla leta 1993 znatno zmanjšala, ko se je zdelo, da je mir s Palestinci dosežen, vendar je znova narasla, ko so nasilni dogodki pokazali, da je bilo upanje prezgodnje. 
Prve vigilije v drugih državah so se začele v solidarnosti z izraelsko skupino, nakar se je njihovo delovanje razširilo na druge družbene in politične probleme. Posebej opazne so bile skupine na ozemlju nekdanje Jugoslavije, ki so se v devetdesetih letih soočile z močnim nacionalizmom, sovraštvom in prelivanjem krvi. 
Ženske v črnem v Indiji demonstrirajo proti hindujskemu fundamentalizmu in nasilju nad ženskami. Ženske v črnem v Italiji protestirajo proti vojni in organiziranemu kriminalu. V Avstraliji se zavzemajo proti nasilju v družini.
Čeprav je vsaka skupina avtonomna pri uresničevanju lastnih ciljev in dejavnosti, ženske vzdržujejo redne stike prek elektronske pošte in interneta ter imajo letne mednarodne konference. Najpogostejša taktika je protestiranje na različnih javnih mestih, ponavadi v popolni tišini. 
Srečanje Žensk v črnem leta 2015 je potekalo v indijskem Bangaloru v sodelovanju z več feminističnimi organizacijami.

## Politično stališče
V Izraelu so ženske v črnem ena izmed številnih organizacij, ki pripadajo skrajni levici.

## Nagrade
Leta 2001 je bilo gibanje nagrajeno z Milenijsko nagrado za ženske, ki jo je podelil Razvojni sklad Združenih narodov za ženske. Istega leta sta bili izraelska in srbska skupina nominirani za Nobelovo nagrado za mir.

## Poglej tudi
- Feminizem
- Vojne v nekdanji Jugoslaviji